# 维克多·罗加乔夫
维克多·帕夫洛维奇·罗加乔夫（又译为罗加觉夫、罗嘉觉夫、罗克觉夫，1897年9月22日—1930年5月6日）苏联红军军官，曾参加第一次世界大战和俄罗斯内战，在乌克兰地区作战，1921年任苏俄驻波斯武官，1924年10月前往中国，在广州担任国民革命军参谋长、国民政府军事委员会参谋团主任，蒋介石顾问、第二次东征军事顾问，并担任驻华助理武官直到1927年5月。1930年因手枪走火身亡。